# Colwyn Bay

Gmina (community) Colwyn Bay na tle hrabstwa Conwy

Colwyn Bay (wal. Bae Colwyn) – miasto i gmina (community) w północnej Walii, w hrabstwie Conwy, położone nad Morzem Irlandzkim. W 2011 roku miasto liczyło 29 405 mieszkańców, gmina – 10 981.

## Historia

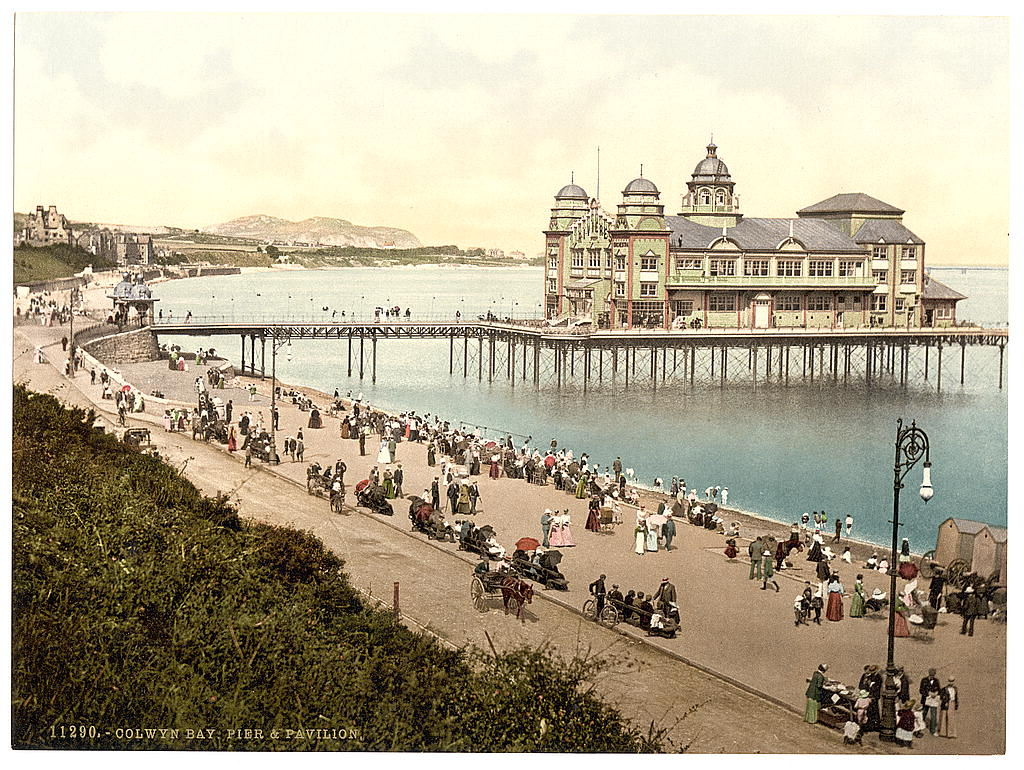
"Colwyn Bay. Pawilon i molo", ok. 1890–1900 przedstawia nieistniejący obecnie pawilon

Zachodnia część Colwyn Bay, Rhos-on-Sea, jest miejscem związanym z postaciami historycznymi ważnymi dla historii Walii.  Do nich zaliczają się zwłaszcza:
- Święty Trillo (żyjący w VI wieku),
- rycerz i polityk Ednyfed Fychan,
- władca Gwynedd Llywelyn ap Iorwerth.

Wschodnia część Colwyn Bay jest związana z pojmaniem króla Ryszarda II (1367–1400) w Old Colwyn w 1399 przez zwolenników Henryka IV, kiedy Ryszard II wracał z Irlandii.
W XIX wieku, John Pender (pionier telekomunikacji międzykontynentalnej) rozpoczął w miejscowości rozbudowę resortu turystycznego dla zamożnych.  Rezydencję letnią w Colwyn Bay (Penrhos Manor) miała m.in. rodzina Jamesa Gamble, założyciela firmy Procter & Gamble.
W 1933 w miejscowości otworzono pierwszy w Wielkiej Brytanii bar mleczny firmy National Milk Bar utworzonej przez Roberta Williama Griffithsa.
Colwyn Bay do dziejszego dnia jest ważnym ośrodkiem turystycznym.

## Znani ludzie
Z miejscowością związani są następujący ludzie:
- Terry Jones (1942–2020) aktor i komik z grupy Monty Python.
- Timothy Dalton (1946-) aktor, grał role jako James Bond w latach 1986–1994.
- Paula Yates (1959–2000),  prezenterka telewizyjna i pisarka.